# Norbert Eder
Pour les articles homonymes, voir Eder.
Norbert Alban Eder est un footballeur allemand né le 7 novembre 1955 à Bibergau en Bavière (Allemagne de l'Ouest) et mort le 2 novembre 2019.

## Carrière
Norbert Eder est mort le 2 novembre 2019 des suites d'une longue maladie , .

### Clubs
- 1974-1984 : FC Nuremberg  Allemagne
- 1984-1988 : Bayern Munich  Allemagne
- 1988-1990 : FC Zurich  Suisse[3]

## Palmarès

### En équipe nationale
- 9 sélections et 0 but en équipe d'Allemagne lors de l'année 1986
- Finaliste de la Coupe du monde 1986 avec l'Allemagne

### En club
- Champion d'Allemagne en 1985, 1986 et 1987 avec le Bayern Munich
- Vainqueur de la Coupe d'Allemagne en 1986 avec le Bayern Munich
- Vainqueur de la Supercoupe d'Allemagne en 1987 avec le Bayern Munich
- Finaliste de la Coupe d'Europe des clubs Champions en 1987 avec le Bayern Munich
- Finaliste de la Coupe d'Allemagne en 1985 avec le Bayern Munich
- Finaliste de la Coupe d'Allemagne en 1982 avec le FC Nuremberg